# Takahiro Endo
Takahiro Endo (遠藤 孝弘 Endo Takahiro?,  nacido el 7 de julio de 1968 en Shizuoka) es un exfutbolista japonés. Jugaba de delantero y su último club fue el Sagawa Express Tokyo de Japón.

## Trayectoria

### Clubes
| Club                 | País  | Año         |
| -------------------- | ----- | ----------- |
| Avispa Fukuoka       | Japón | 1987 - 1996 |
| Sagawa Express Tokyo | Japón | 1997        |